# Lagoa do Porangabussu

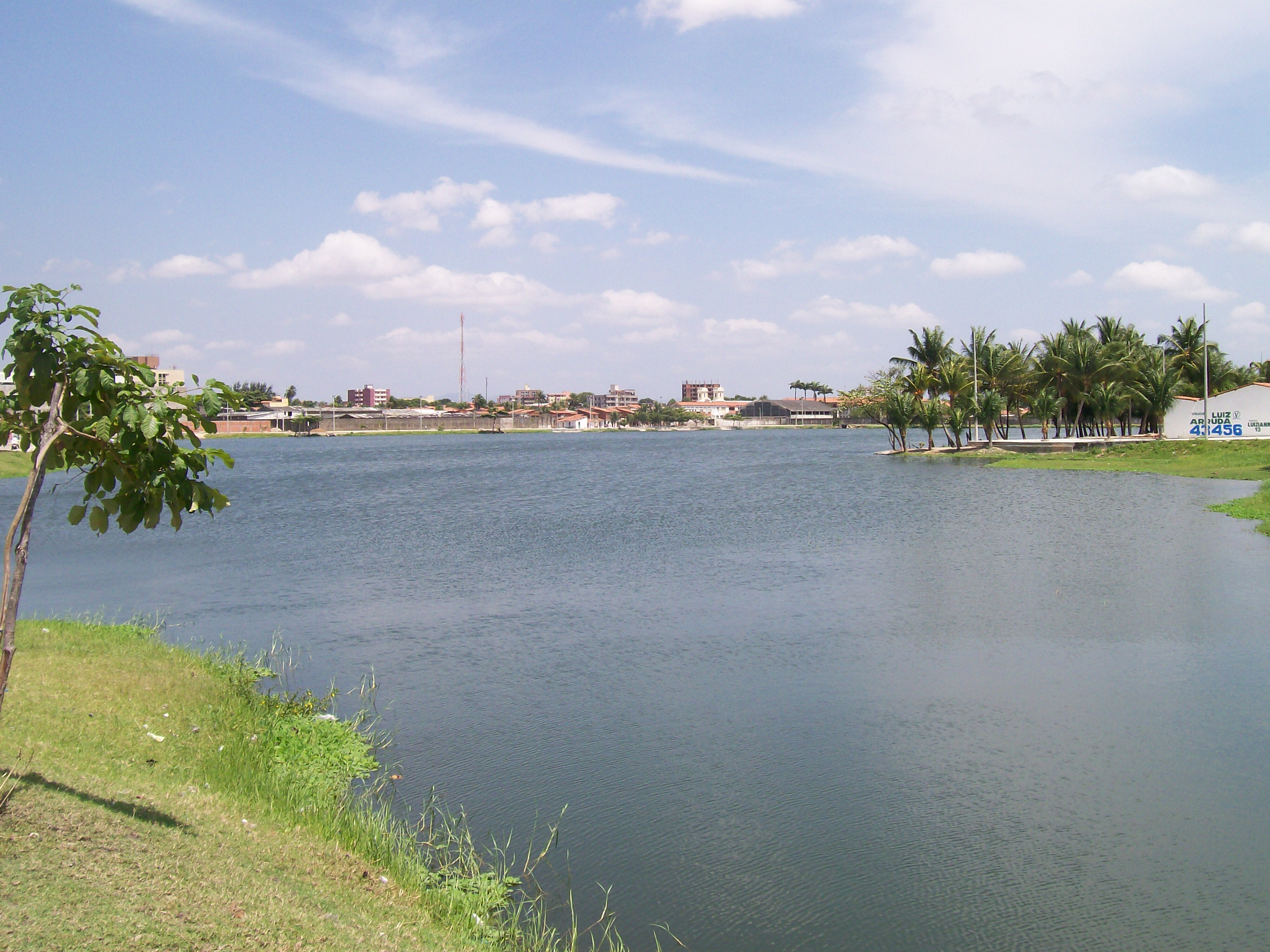
Lagoa do Porangabussu.

Lagoa do Porangabuçu é uma lagoa localizada na cidade de Fortaleza, Brasil, no bairro Rodolfo Teófilo.